# Siarhej Davydaŭ
Siarhej Dzmitryjevitj Davydaŭ (belarusiska: Сярге́й Дзмі́трыевіч Давы́даў, łacinka: Siarhiej Dźmitryjevič Davydaŭ, ryska: Серге́й Дми́триевич Давы́дов, Sergej Dmitrijevitj Davydov), född 2 mars 1979 i Rostov-na-Donu, Ryska SFSR i Sovjetunionen (nuvarande Ryssland), är en belarusisk före detta konståkare. Han tävlade fram till 1999 för Ryssland, för vilka han vann silver vid junior-VM 1998.
1999 bytte han nation till Vitryssland. 2001-2008 var han vitrysk mästare varje år. Han har deltagit i olympiska vinterspelen två gånger, han slutade på 21:a plats  2002 och 15:e 2006. Efter säsongen 2007-2008 drog han sig tillbaka från tävlande. Han började då arbeta som tränare. Bland hans studenter finns Katsiaryna Pachamovitj.